# Vlad Achim
Vlad Alexandru Achim (* 7. dubna 1989, Constanța, Rumunsko) je rumunský fotbalový záložník, od roku 2016 hráč klubu FC Steaua București. Hraje nejčastěji na postu defenzivního záložníka.

## Klubová kariéra
- FC Farul Constanța (mládež)
- CS Ovidiu 2007–2008
- Ceahlăul Piatra Neamț 2008–2015
- FC Viitorul Constanța 2015–2016
- FC Voluntari 2016
- FC Steaua București 2016–